# Aeroportul Khwahan
Aeroportul Khwahan (IATA: KWH, ICAO: OAHN) este un aeroport din Provincia Badahșan, Afganistan ce deservește zona Khwahan⁠(d).
Situat la o altitudine de 991 m, aeroportul dispune de o singură pistă.